# Собор Святого Андрея (Гонолулу)
Собор Святого Андрея также Андреевский собор — кафедральный собор епископальной церкви, расположенный в Соединённых Штатах Америки, в штате Гавайи. Первоначально здесь располагалась резиденция епископа англиканской гавайской церкви, а теперь располагается резиденция епископа Гавайской епархии. В соборе располагается школа святого Андрея, которая состоит из основной школы имени королевы Эммы, где обучаются девочки и детской подготовительной школы.

## История
Камеамеа IV и его супруга королева Эмма Гавайская исповедовали англиканство. Главой англиканской церкви была королева Виктория. По просьбе короля и королевы, Томас Нетлтишип Стейли был назначен епископом Гавайской церкви в 1862 году. Вдохновлённый традициями англиканской церкви, Камеамеа IV поручил начать строительство собора, который позже станет известен под названием Собор Святого Андрея. Король умер в 1863 году на праздник святого Андрея до начала строительства.
После смерти короля Камеамеа IV, королева Эмма возглавила проект самостоятельно. Она отправилась в Великобританию, чтобы собрать деньги. Камень приобретался в Нормандии и отправлялся на парусных судах на Гавайи.
Камеамеа V, брат Камеамеа IV, заложил краеугольный камень 5 марта 1867 года   в честь своего предшественника. Собор был спроектирован лондонскими архитекторами Уильямом Слейтером и Ричардом Карпентером. Первая фаза строительства была завершена к Рождеству 1886 года. Королева не дожила до окончания строительства. Она умерла в 1885 году. Процесс строительства контролировал их главный помощник Бенджамин Ингелоу.
Собор Святого Андрея построен во французском готическом архитектурном стиле. На западном фасаде имеется выкрашенное вручную витражное окно, которое располагается от пола до карниза. Витражное окно изображает европейских исследователей, посещавших Гавайские острова.
На Гавайях есть три других собора: Базилика Богоматери Мира, Тихоокеанский Греческий Православный собор Святых Константина и Елены Греческой Православной Архиепархии Америки и  собор Святой Терезы ребёнка Иисуса.
Собор расположен на улице королевы Эммы, между Беретания Стрит и площадью королевы Эммы. Андреевский собор включён в Национальный регистр исторических мест Оаху 2 июля 1973 года.

## Галерея

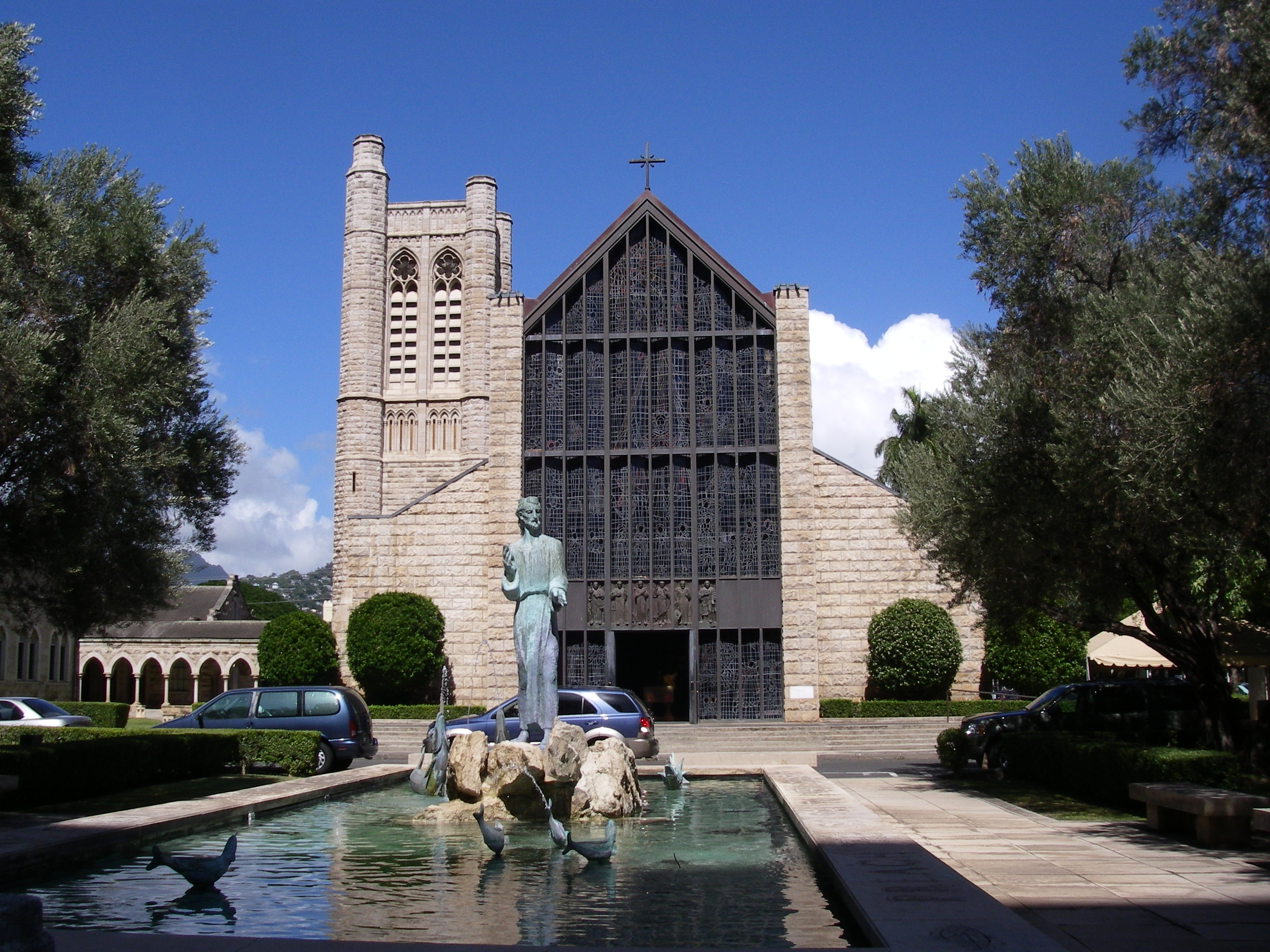
Вход в подъезд, вид на статую святого Андрея, бассейн, оливковые деревья
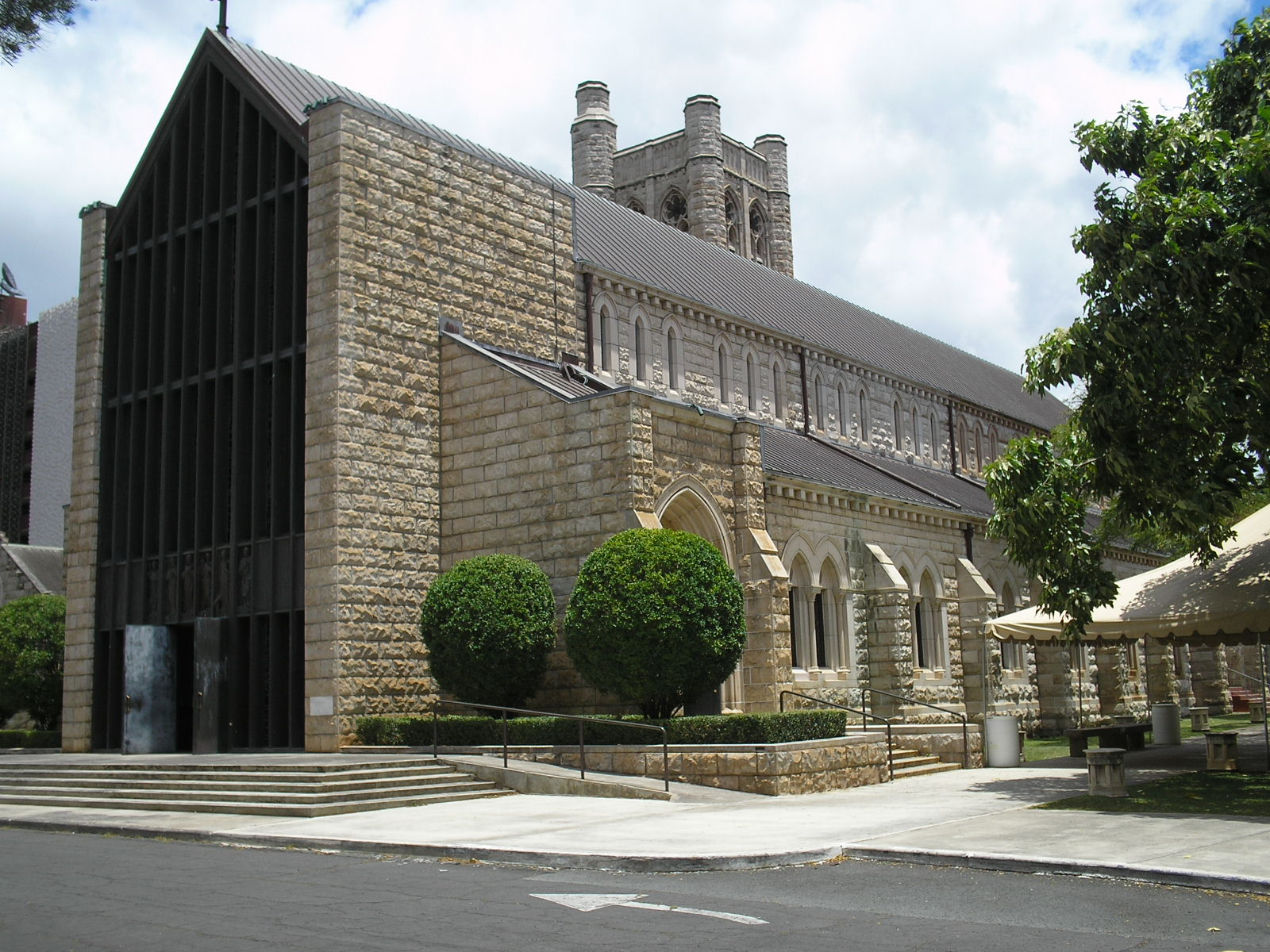
Внешний вид нефа, показывающий каменные работы из последовательных расширений
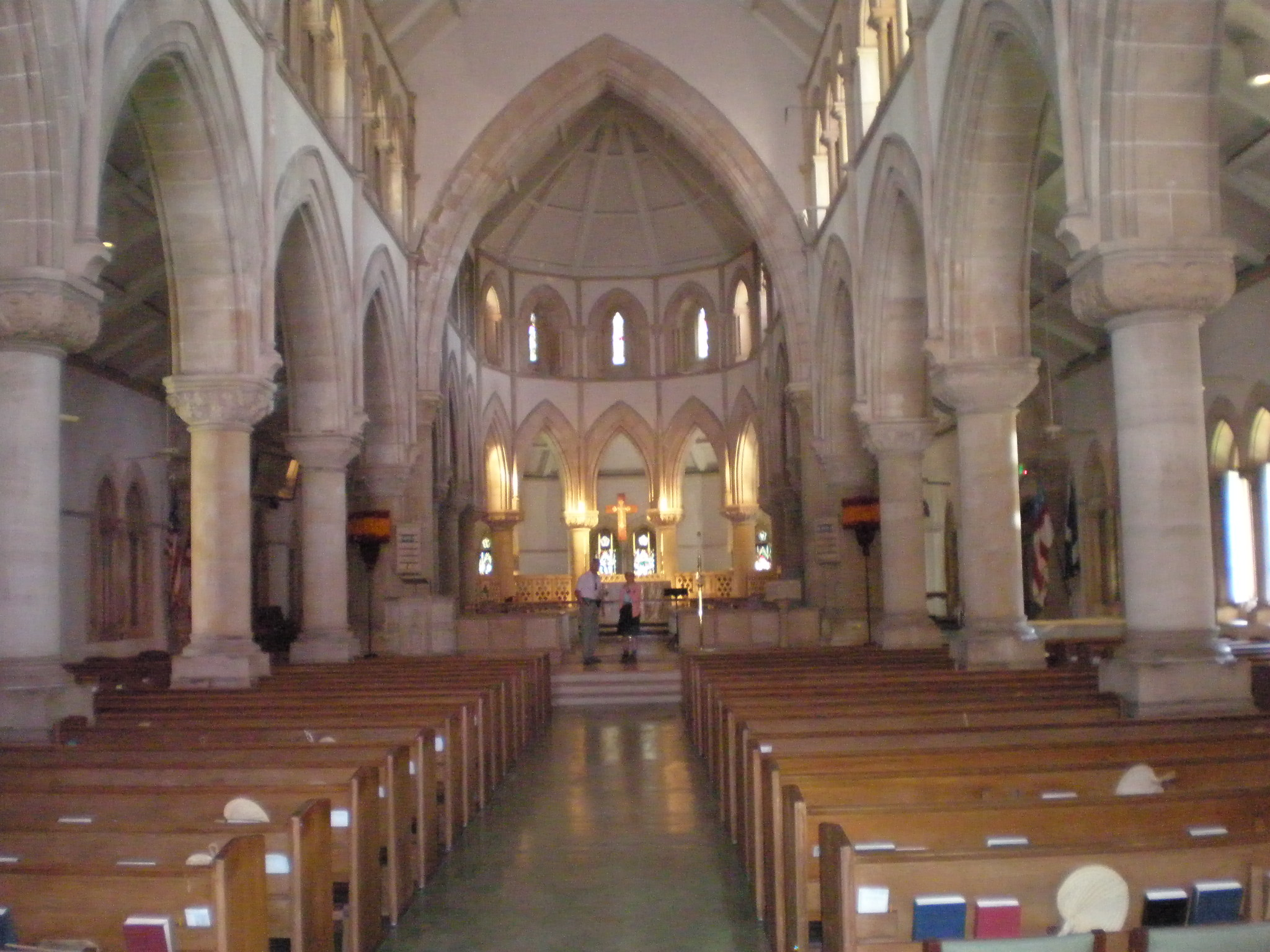
Интерьер нефа
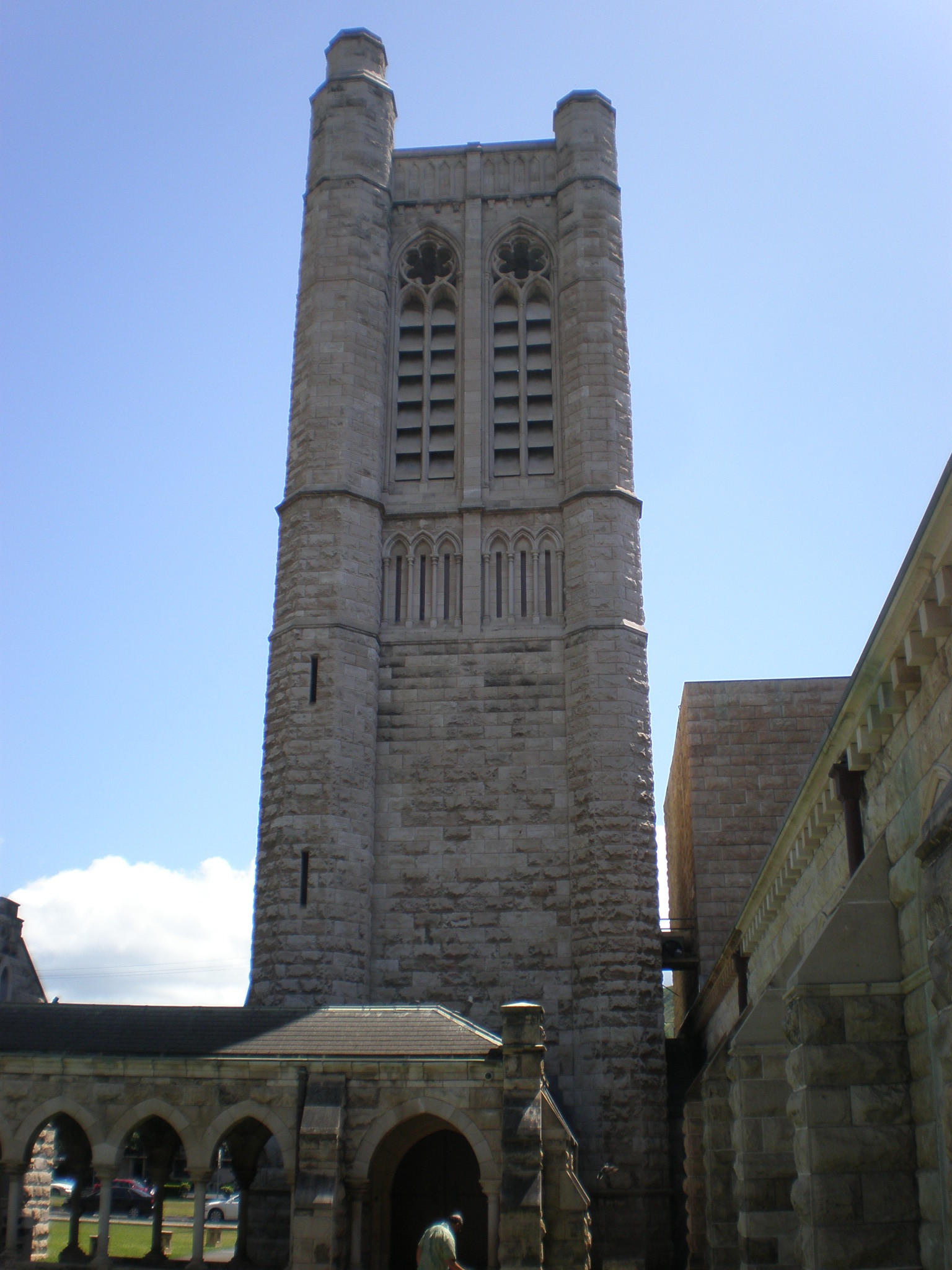
Колокольня
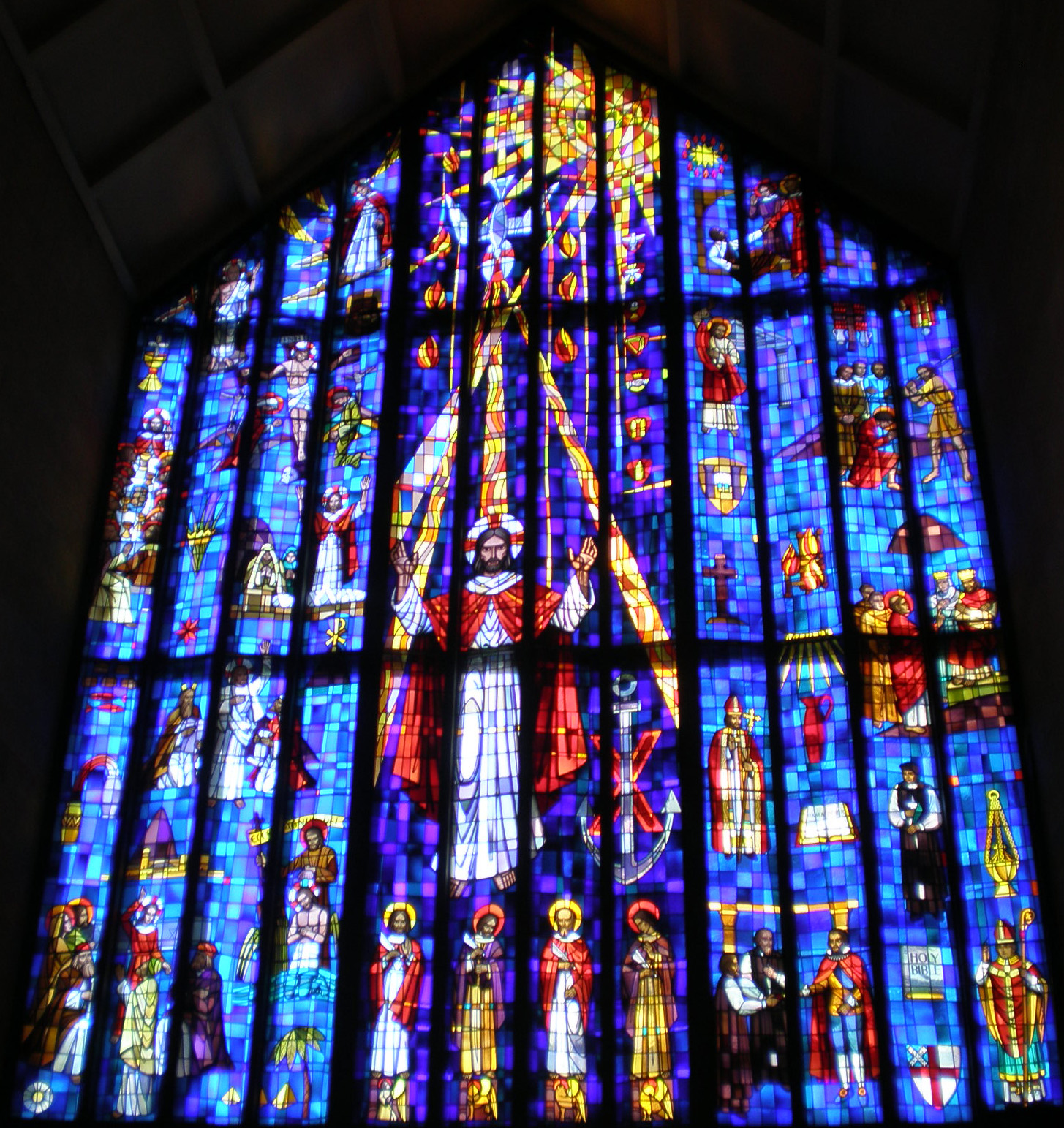
Витражное стекло перед входной дверью, с Иисусом
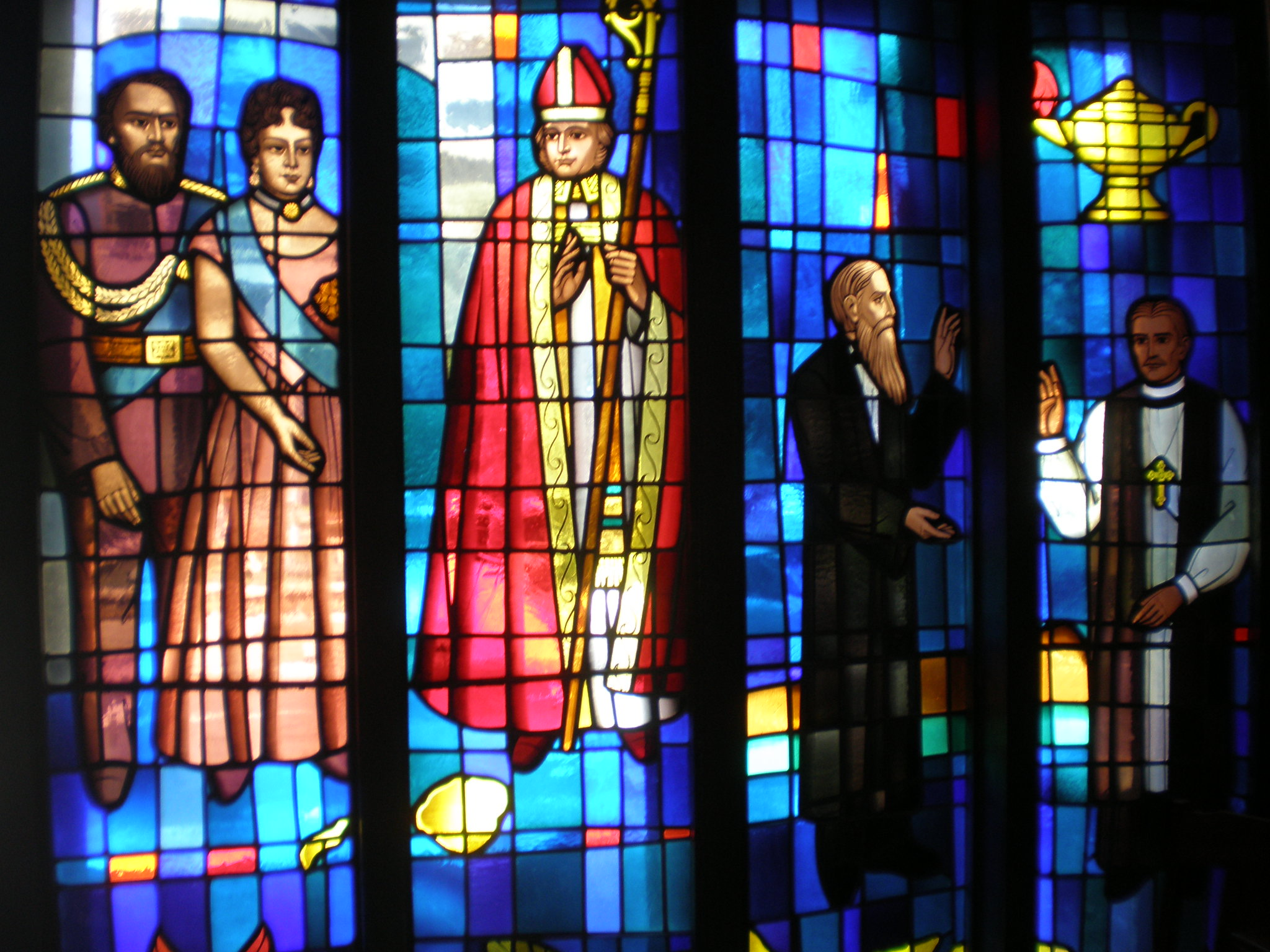
Витражное стекло с королём Камеамеа IV, королевой Эммой, епископом Томасом Стейли и Сэнфордом Доулом